# PGM Ultima Ratio Commando
PGM Ultima Ratio Commando je ostrostrelna puška francoske izdelave, kalibra 7,62 mm.
Orožje uporablja strelivo 7,62×51 NATO. Namenjena je kot protipehotno orožje. Konstrukcijsko je enostrelna repetirna puška. Cev je prostoplavajoča in vstavljena v aluminijasto ogrodje, kar omogoča hitro in enostavno zamenjavo cevi. Kopito je preklopno in nastavljivo. Nabojnik je kapacitete 10 nabojev.
Na trgu se pojavljajo ostrostrelne puške podobnih karakteristik, glavna tekmeca PGM Ultima Ratio Commando sta ostrostrelna puška Accuracy International Arctic Warfare britanske proizvodnje ter ostrostrelna puška Sako TRG 22/42 finske proizvodnje.
Uporablja jo tudi Slovenska vojska.